# Deceleron
Deceleron (tudi Split Aileron) je vrsta dvodelnega krilca, ki ga je v 1940ih razvil ameriški Northrop za uporabo na lovcu F-89 Scorpion.
Deceleroni združujejo funkcijo krilc (za komando nagiba) in zračnih zavor.Uporabljajo se na letalih Fairchild Republic A-10 Thunderbolt II, A-6 Intruder in bombniku Northrop B-2 Spirit (leteče krilo), pri katerem deceleroni poleg funkcije zaviranja služijo tudi kot smerno krmilo, pri katerem se z zaviranjem na eni ali drugi strani ustvarja moment okrog navpične osi letala.